# Richard-Édouard Bernard
Richard-Edouard Bernard, dit REB, né à Lausanne le 27 décembre 1919 et mort à Saint-Saphorin le 24 octobre 1977, est un journaliste, écrivain, poète et metteur en scène vaudois.

## Biographie
Journaliste, REB collabore à la Radio télévision suisse (1956-1977), à la Gazette de Lausanne, 24 Heures et Terre romande.
Poète, il est l'auteur de plusieurs recueils de poèmes dont Les poètes refusés (1948) et Signe de vie (1954).
Metteur en scène, aussi, dès les années 1950, ce Bellettrien depuis 1947 crée le Théâtre d'été du Lapin-vert (1951-1954) et dirige la troupe du Théâtre Rencontre.

## Documentation
Fonds : Gardaz (Émile), 1960-1975, "Les Sentiers de la Poésie". Enveloppe (2) : - Poèmes de Richard-Edouard Bernard (REB), 29.11.1966 - 03.11.1970 (1966-1970).  Cote : PP 1000/282/1. Archives cantonales vaudoises (présentation en ligne).

## Sources
- Roger Francillon, Histoire de la littérature en Suisse romande, vol. 4, p. 123-124
- À contre temps, 80 textes vaudois de 1980 à 1380, p. 32.